# شعار نيوزيلندا
شعار نيوزيلندا (الماوري: Te Tohu Pakanga o Aotearoa [3]) هو رمز النبالة الذي يمثل دولة نيوزيلندا الواقعة في جنوب المحيط الهادئ. يعكس تصميمها تاريخ نيوزيلندا كدولة ثنائية الثقافة، مع وجود شخصية أنثوية أوروبية من جهة ورانجاتيرا ماورية (رئيسة) من جهة أخرى. تمثل الرموز الموجودة على الدرع المركزي التجارة والزراعة والصناعة في نيوزيلندا، ويمثل التاج مكانة نيوزيلندا كملكية دستورية.
تم منح شعار النبالة الأولي بأمر من الملك جورج الخامس في 26 أغسطس 1911، ومنحت الملكة إليزابيث الثانية النسخة الحالية في عام 1956. بينما يقتصر استخدام شعار النبالة على حكومة نيوزيلندا، فإن الرمز يتمتع استخدام واسع في زخارف الدولة؛ يظهر على زي الشرطة وموجود على غلاف جواز السفر الوطني.